# Amnioskopie
Die Amnioskopie oder auch Fruchtwasserspiegelung ist eine Untersuchung in der Geburtshilfe, die nur bei (leicht) geöffnetem Muttermund durchgeführt werden kann. Das Fruchtwasser kann durch ein Endoskop, welches durch den leicht geöffneten Muttermund geführt wird, durch die Eihäute hindurch betrachtet werden. Dabei kann durch die Farbe des Fruchtwassers auf den Zustand des Fetus / Fötus geschlossen werden. Das normale Fruchtwasser ist farblos. Gerät der Fetus unter Stress, setzt er in vielen Fällen Stuhlgang (Kindspech) ab, der das Fruchtwasser grünlich färbt. Nach einer gewissen Zeit verändert sich die Farbe mehr und mehr ins Gelbliche. Ein solcher Befund kann ein Grund zur Geburtseinleitung sein.
Die Amnioskopie wurde 1961/62 von Erich Saling entwickelt.
Ein Problem der Amnioskopie ist, dass sie in bis zu 57 % der Untersuchungen falsch negative Befunde erbringt. Selbst bei schwersten metabolischen Azidosen liegt die Falsch-negativ-Rate bei 32 %. Zudem besteht das Risiko, dass durch die Untersuchung vorzeitige Wehen oder ein Blasensprung ausgelöst werden können. Seit Mitte der 1990er Jahre ist die Amnioskopie zunehmend durch die elektronische Herzfrequenzüberwachung und durch sonographische Kontrollen ersetzt worden.